# Walter Rieck (Illustrator)
Walter Rieck (* 15. Januar 1911 in Waren (Müritz); † 9. August 2002) war ein deutscher Maler und Illustrator.

## Leben und Werk
Walter Rieck arbeitete unter anderem für den Franz Schneider Verlag. Er illustrierte zahlreiche Kinder- und Jugendbücher, ferner schuf er Bilder für die Hannelore-Hefte von Berta Schmidt-Eller und für viele Hefte der Heckenrosen-Reihe. Von Walter Rieck stammen auch die Illustrationen zur Käpt'n-Konny-Reihe von Rolf Ulrici und die Bilder zur Geheimagent-Lennet-Reihe von Leutnant X. Ebenso illustrierte er mehrere Jugendbücher der Autorin Margot Benary-Isbert.
Er scheint vor allem in den 1950er und 1960er Jahren aktiv gewesen zu sein. Seine Arbeiten sind teilweise mit dem Kürzel „Ri“ signiert.
Möglicherweise hat Walter Rieck auch Ölgemälde geschaffen.
Rieck lebte ab etwa 1942 bis zu seinem Tod 2002 in Heilbronn, wo er u. a. für die Zeitung Heilbronner Stimme arbeitete.